# Bacovia Overdrive vol. 1: Stalingrad
Bacovia Overdrive vol. 1: Stalingrad este albumul de debut al formației românești Robin and the Backstabbers, lansat în 28 noiembrie 2012. Reprezintă primul album din trilogia Bacovia Overdrive, următoarele două fiind Arhanghel'sk (2015) și Vladivostok (2019).

## Lista pieselor
1. Stalingrad – 0:42
2. Roșu frână – 3:52
3. Sat după sat – 2:50
4. Bacovia Overdrive – 5:17
5. În 3 minute mașina 682 – 3:06
6. Iguana făcătoare de minuni – 3:22
7. Când te-am cunoscut, Cristina – 3:22
8. Vânătoarea regală – 2:47
9. Natașa – 3:29
10. Marele zgomot – 2:44
11. SPNZRTR – 4:09
12. Kriminaal – 5:25
13. Radiopeea – 1:17
14. Soare cu dinți – 3:13
15. Ecourile Unite ale Americii – 1:25